# Institut supérieur de l’aéronautique et de l’espace
Institut supérieur de l’aéronautique et de l’espace (ISAE-SUPAERO, dawniej École Supérieure d’Aéronautique) – francuska wyższa szkoła techniczna w Tuluzie, zaliczająca się do grandes écoles.

## Kwalifikacje
- Inżynier Supaero ;
- Mastère Spécialisé (w partnerstwie z École nationale de l’aviation civile i École de l’air[2]) ;
- Masowy otwarty kurs online[3].

## Znani absolwenci
- Jean-Marie Bastien-Thiry, francuski wojskowy
- Henri Coandă,  rumuński inżynier i konstruktor lotniczy
- Marcel Dassault, francuski konstruktor lotniczy
- Jean-Claude Migeot, projektant Formuły 1
- Luca Parmitano, astronauta